# Weissbergite
La weissbergite è un minerale.